# Кубок Уельсу з футболу 2003—2004
Кубок Уельсу з футболу 2003–2004 — 117-й розіграш кубкового футбольного турніру в Уельсі. Титул втретє здобув клуб Ріл.

## Календар
| Раунд        | Дата             | Матчі | Клуби   |
| ------------ | ---------------- | ----- | ------- |
| Перший раунд | 13 вересня 2003  | 20    | 81 → 61 |
| Другий раунд | 4 жовтня 2003    | 29    | 61 → 32 |
| 1/16 фіналу  | 8 листопада 2003 | 16    | 32 → 16 |
| 1/8 фіналу   | 7 лютого 2004    | 8     | 16 → 8  |
| 1/4 фіналу   | 6 березня 2004   | 4     | 8 → 4   |
| 1/2 фіналу   | 3 квітня 2004    | 2     | 4 → 2   |
| Фінал        | 9 травня 2004    | 1     | 2 → 1   |

## 1/16 фіналу
| Команда 1               | Рахунок | Команда 2           |
| ----------------------- | ------- | ------------------- |
| 8 листопада 2003        |         |                     |
| Бодедерн                | 1:2     | Коннас-Кі Номадс    |
| Брідженд                | 3:2     | Треовен Старс       |
| Баклі Таун              | 0:7     | Кевн Друїдс         |
| Карлеон                 | 0:1 дч  | Порт Тівін Субурбс  |
| Карнарвон Таун          | 3:2     | Голігед Готспур     |
| Флінт Таун Юнайтед      | 0:3     | Глантрет            |
| Лланеллі                | 0:1     | Кумбран Таун        |
| Лланвайрпулл            | 1:4     | Ріл                 |
| Понтардаве Таун         | 0:2     | Аван Лідо           |
| Порт-Толбот Таун        | 2:1 дч  | Аберіствіт Таун     |
| Ріска енд Геллі Юнайтед | 0:1     | Ллудкоед            |
| Тон Пентре              | 4:1     | Ніт                 |
| Тотал Нетворк Солюшнс   | 5:1     | Ллангефні Таун      |
| Трегарріс               | 0:2     | Гойтр               |
| УВІК Інтер Кардіфф      | 2:0     | Бріто Феррі Атлетік |
| Велшпул Таун            | 3:1     | Ньютаун             |

## 1/8 фіналу
| Команда 1          | Рахунок | Команда 2             |
| ------------------ | ------- | --------------------- |
| 7 лютого 2004      |         |                       |
| Коннас-Кі Номадс   | 0:1     | Тотал Нетворк Солюшнс |
| Карнарвон Таун     | 1:2     | Кумбран Таун          |
| Ллудкоед           | 0:2     | Ріл                   |
| Порт Тівін Субурбс | -:+     | Аван Лідо             |
| Тон Пентре         | 0:1     | Порт-Толбот Таун      |
| Кевн Друїдс        | 3:0     | Гойтр                 |
| УВІК Інтер Кардіфф | 2:0     | Брідженд              |
| Велшпул Таун       | -:+     | Глантрет              |

## 1/4 фіналу
| Команда 1             | Рахунок | Команда 2          |
| --------------------- | ------- | ------------------ |
| 6 березня 2004        |         |                    |
| Кумбран Таун          | 2:1 дч  | УВІК Інтер Кардіфф |
| Аван Лідо             | 1:2     | Ріл                |
| Кевн Друїдс           | 0:1     | Порт-Толбот Таун   |
| Тотал Нетворк Солюшнс | 4:1     | Глантрет           |

## 1/2 фіналу
| Команда 1        | Рахунок | Команда 2             |
| ---------------- | ------- | --------------------- |
| 3 квітня 2004    |         |                       |
| Кумбран Таун     | 2:4 дч  | Ріл                   |
| Порт-Толбот Таун | 0:1 дч  | Тотал Нетворк Солюшнс |

## Фінал
| 9 травня 2004 |

| Ріл         | 1:0 дч | Тотал Нетворк Солюшнс |
| ----------- | ------ | --------------------- |
| Лімберт 91' |        |                       |

| «Латам Парк», Ньютаун Глядачів: 1 534 |